# Dendrobium navicula
Dendrobium navicula är en orkidéart som beskrevs av Friedrich Fritz Wilhelm Ludwig Kraenzlin. Dendrobium navicula ingår i släktet Dendrobium, och familjen orkidéer. Inga underarter finns listade i Catalogue of Life.